# Comune di Baku
La Comune di Baku fu un governo unitario bolscevico e menscevico stabilito a Baku, nell'Azerbaigian a partire dal 13 aprile 1918, e guidata dal menscevico della Federazione Rivoluzionaria Armena Stepan Shahumyan.
Il 5 giugno in seguito al Trattato di Batumi tra Impero ottomano e Prima Repubblica di Armenia i musulmani della Repubblica Democratica di Azerbaigian si presentarono in armi alle porte di Baku, ma vennero respinti dalle forze della Comune, le quali si lanciarono all'inseguimento, non riuscendo però a conquistare la capitale dei musulmani, Ganja. A questo punto in previsione di un imponente attacco musulmano per l'imminente arrivo dell'Esercito islamico del Caucaso ottomano dalla regione del lago Urmia, il governo della Comune invitò i britannici (installati in Persia) ad allearsi.
Ma i bolscevichi della Comune si opposero, ed il 26 luglio 1918 estromisero i menscevichi vedendosi però costretti ad abbandonare Baku per il sopraggiungere dei britannici coi quali vi erano anche reparti russi dell'Armata Bianca. Le paure erano fondate: Shahumyan stesso fu catturato dai russi bianchi ed imprigionato. I britannici vi impiantarono la Dittatura centrocaspiana. Il 14 settembre, dopo la sconfitta nella battaglia di Baku, Shahumyan, preso da un commando della Flotta del Caspio e portato via mare a Krasnovodsk, fu giustiziato dai bianchi il 20 settembre.

## Commissari
La Comune ebbe 26 commissari nella sua breve vita, tutti giustiziati il 20 settembre:
- Stepan Shahumyan
- Meshadi Azizbekov
- Prokopius Dzhaparidze
- Ivan Fioletov
- Mir-Hasan Vazirov
- Grigory Korganov
- Yakov Zevin
- Grigory Petrov
- L.V. Malygin
- A.M. Amiryan
- M.V. Basin
- S.G. Osepyan
- E.A. Berg
- V.F. Poluhin
- F.F. Solntzev
- A.A. Bor'yan
- I.Y. Gabyshev
- M.R. Koganov
- B.A. Avakyan
- I.P. Metaksa
- I.M. Nikolayshvili
- A.M. Kostandyan
- S.A. Bogdanov
- A.A. Bogdanov
- I.A. Mishne
- T.M. Amirov